# Bobo (énekes)
Bobo (Hohenthurm, (ma Landsberg része), 1966. május 11. –) német énekes és dalszerző. A Bobo in White Wooden Houses énekesnője és a Rammstein néhány dalában is szerepet vállalt.

## Diszkográfia
- Bobo in White Wooden Houses (1992)
- Passing Stranger (1993)
- Cosmic Ceiling (1995)
- Mental Radio (2007)
- Transparent (2010)